# Les Derniers Jours du monde
Les Derniers Jours du monde è un film del 2009 diretto da Arnaud e Jean-Marie Larrieu, tratto dal romanzo omonimo e da Amour noir, entrambi di Dominique Noguez.
Pellicola di produzione francese di ambientazione fantascientifica apocalittica. È stato presentato al Festival del film Locarno.

## Trama
Robinson entra in una cartoleria di Biarritz per acquistare un taccuino così da scrivervi le proprie memorie, ma la carta è tutta esaurita, né viene più prodotta. In un'ambientazione apocalittica, dove la Terra è stravolta dall'inquinamento e appare imminente un conflitto nucleare, molti stanno scrivendo il proprio diario, in un ultimo tentativo di resistenza; altri, inebriati dalla fine del mondo, si liberano da ogni costrizione etico-morale esprimendosi in polluzioni e stupri, ruberie ed omicidi; alcuni semplicemente tentano di scappare, altri sperimentano il suicidio.
Robinson torna invece nei luoghi natii, per salutare un'ultima volta i genitori e tentare di rintracciare un amore galeotto. Dopo aver viaggiato per Spagna e Francia in compagnia di donne sempre diverse e di un allocco, arriverà a Parigi dalla sua Laetitia in un giorno senza sole.

## Presentazione del film
Per uno scherzo del destino, il regista, bloccato sui Pirenei dove vive, non poté arrivare al festival di Roma a presentare il film a causa dell'eruzione dell'Eyjafjöll del 2010.